# Vincenzo Cozzi
Pour les articles homonymes, voir Cozzi.
Vincenzo Cozzi, né le 26 novembre 1926 à Lauria Inferiore dans la province de Potenza en Italie et mort le 3 juillet 2013 à Melfi en Basilicate, est un prélat catholique italien.

## Biographie
Vincenzo Cozzi est ordonné prêtre en 1950. De 1969 à 1981 il est régent du séminaire de Policastro Bussentino et curé à Lagonegro. Cozzi est aussi vicaire général du diocèse de Tursi-Lagonegro. 
Il est nommé en même temps évêque de Venosa et évêque de Melfi e Rapolla le 12 septembre 1981. En 1986 ses deux diocèses sont réunis, il devient évêque de Melfi-Rapolla-Venosa. Cozzi prend sa retraite en décembre 2002.

## Sources
- Profil sur Catholic hierarchy